# Andreas Settele

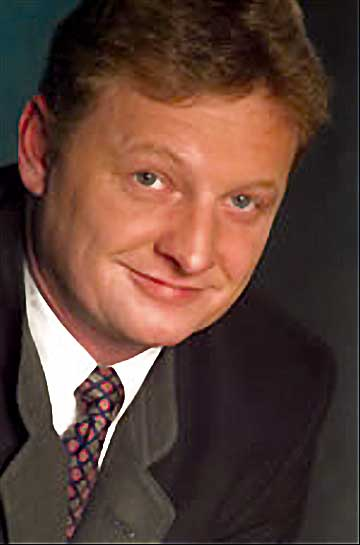
Andreas Settele

Andreas Settele (* 1961 in Marktoberdorf) ist ein Unternehmer und Politiker der Bayernpartei.
Am 15. September 2002 wurde Settele zum Vorsitzenden der Bayernpartei gewählt. Nach dem Rücktritt von Jürgen Kalb hatte Settele, damals Generalsekretär der BP, die Partei bereits ca. drei Monate lang kommissarisch geführt. Zum 17. November 2007 erklärte er aus beruflichen Gründen seinen Rücktritt. 2009 wurde er zum Ehrenvorsitzenden der Bayernpartei ernannt.
Settele ist seit 2002 Mitglied des ESV Kaufbeuren und gehörte von 2005 bis 2015 auch dessen Vorstand an.
Andreas Settele war von 2018 bis 2023 Bezirksrat in Schwaben und ist seit 1. Mai 2020 Kreisrat im Landkreis Ostallgäu.